# Le due vite di Mattia Pascal
Le due vite di Mattia Pascal é um filme ítalo-franco-teuto-hispano-britânico de 1985, do gênero comédia, dirigido por Mario Monicelli.

## Elenco
- Marcello Mastroianni.... Mattia Pascal
- Senta Berger.... Clara
- Flavio Bucci.... Terenzio Papiano
- Laura Morante.... Adriana Paleari
- Laura del Sol.... Romilda Pescatore
- Caroline Berg.... Véronique
- Andréa Ferréol.... Silvia Caporale
- Bernard Blier.... Anselmo Paleari
- Alessandro Haber.... Mino Pomino
- Néstor Garay.... Giambattista Malagna
- Rosalia Maggio.... Vedova Pescatore
- Clelia Rondinella.... Oliva Salvoni
- Roberto Accornero.... o suicida em Montecarlo

## Princpais prêmios e indicações
O filme foi indicado à Palma de Ouro no Festival de Cannes de 1985.